# Schneppenheim
Schneppenheim is een plaats in de Duitse gemeente Weilerswist, deelstaat Noordrijn-Westfalen, en telt inwoners.